# Platja de les Coves
La platja de les Coves és una platja natural situada al sud del municipi de Sitges (Garraf), dins de l'espai agroforestal dels Colls i Miralpeix. Anomenada també platja de l'Atlàntida, per la discoteca que hi ha a la platja, que va funcionar des del 1980 fins al 2012. Limita a llevant amb la platja de Santa Margarida i a ponent amb la punta de les Coves. Té una longitud de 83 metres i una amplada mitjana de 13 metres, formada per sorra i còdols.
El 2017 es va trobar a la platja una necròpolis romana.